# Yaroun Patera
L'Yaroun Patera è una struttura geologica della superficie di Ganimede.